# Route régionale 243 (Norvège)
Pour les articles homonymes, voir Route nationale 243.
La route régionale 243 (en norvégien : Fylkesvei 243, abrégé Fv243) relie les comtés de Buskerud et Oppland. Sa longueur totale est de 25 km, dont 13,4 km dans le comté de Buskerud et 11,6 dans celui d'Oppland. La Fv243 fait partie de la route européenne 16.